# Otto Wetzel (Paläontologe)
Otto Christian August Wetzel (* 1. Februar 1891; † 20. August 1971) war ein deutscher Pionier der Mikropaläontologie. Sein botanisch-mykologisches Autorenkürzel lautet „Wetzel“.
Wetzel war Lehrer (Studienrat) in Eutin und beschäftigte sich nebenbei mit Mikrofossilien, insbesondere in Flintgesteinen. Sein Labor bezeichnete er in Veröffentlichungen als Flintenklause. Er untersuchte in den 1930er Jahren baltische Flintgeschiebe aus der Kreidezeit und identifizierte darin Dinoflagellaten-Fossilien. Hier führte er die Bezeichnung Hystrichosphären ein, die noch heute verwendet wird. Vorher wurden sie als Xanthidia bezeichnet, aber erst Wetzel erkannte die organische Natur.
Er ist nicht mit Walter Wetzel verwandt, Professor in Kiel und ebenfalls ein Pionier der Mikropaläontologie.

## Schriften
- Die Typen der baltischen Geschiebefeuersteine, beurteilt nach ihrem Gehalt an Mikrofossilien, Z. Geschiebeforschung, Band 8, 1932, S. 129–140
- Feuerstein -Stein der Steine, Neumünster, Wachholtz Verlag, 1968, Wanderndes Museum Schleswig-Holstein, Heft 2, 32 S. mit Abb.